# 텐드링

텐드링의 위치

텐드링(영어: Tendring)은 잉글랜드 에식스주에 위치한 비도시 자치구로 중심 도시는 클랙턴온시이며 인구는 139,916명(2014년 기준), 면적은 337.58km2이다.